# Oxyhammus spinipennis
Oxyhammus spinipennis är en skalbaggsart som beskrevs av Stefan von Breuning 1955. Oxyhammus spinipennis ingår i släktet Oxyhammus och familjen långhorningar. Inga underarter finns listade i Catalogue of Life.